# Gammarus
Gammarus är ett släkte av kräftdjur som beskrevs av Fabricius 1775. Gammarus ingår i familjen Gammaridae.

## Bildgalleri

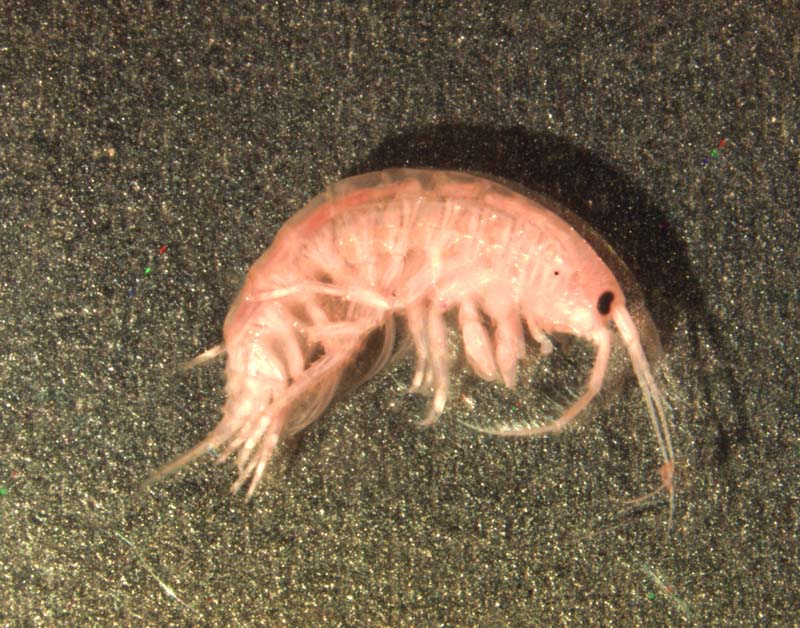

## Dottertaxa tillGammarus, i alfabetisk ordning[1][2]
- Gammarus acherondytes
- Gammarus annulatus
- Gammarus bousfieldi
- Gammarus chevreuxi
- Gammarus crinicornis
- Gammarus daiberi
- Gammarus desperatus
- Gammarus duebeni
- Gammarus fasciatus
- Gammarus finmarchicus
- Gammarus hyalelloides
- Gammarus inaequicauda
- Gammarus insensibilis
- Gammarus jenneri
- Gammarus lacustris
- Gammarus lawrencianus
- Gammarus limnaeus
- Gammarus locusta
- Gammarus marinus
- Gammarus minus
- Gammarus mucronatus
- Gammarus oceanicus
- Gammarus palustris
- Gammarus paynei
- Gammarus pecos
- Gammarus pseudolimnaeus
- Gammarus pulex
- Gammarus salinus
- Gammarus setosus
- Gammarus tigrinus
- Gammarus troglophilus
- Gammarus wilkitzkii
- Gammarus zaddachi